# Francisco Rodrigues (brazylijski piłkarz)
Francisco Rodrigues (ur. 27 czerwca 1925 w São Paulo, zm. 30 października 1988 w São Paulo) – brazylijski piłkarz występujący na pozycji napastnika.

## Kariera klubowa
Karierę piłkarską zaczął w klubie Ypiranga São Paulo, gdzie grał w latach 1942–1944.
W 1945 przeszedł do Fluminense FC. W klubie z Rio de Janeiro grał do 1950 roku. Podczas tego okresu zdobył mistrzostwo Stanu Rio de Janeiro – Campeonato Carioca w 1946 roku. W 1950 roku przeszedł do SE Palmeiras, w którym grał do 1955. Z Palmeiras São zdobył zdobywał mistrzostwo Stanu São Paulo – Campeonato Paulista w 1950 roku. W 1955 przeszedł do Botafogo FR, gdzie grał do 1956, po czym wrócił do Palmeiras. Z Palmeiras przeszedł do lokalnego rywala Juventusu, gdzie grał w 1957 roku. Rok 1958 spędził w Paulista Jundiaí, skąd wrócił do Juventusu w 1959. Karierę zakończył w argentyńskim Rosario Central w 1961 roku.

## Kariera reprezentacyjna
W reprezentacji Brazylii Francisco Rodrigues zadebiutował 7 maja 1950 w meczu z reprezentacją Paragwaju. Miesiąc później był członkiem kadry na mundialu 1950, na którym Brazylia wywalczyła wicemistrzostwo świata, jednakże nie zagrał w żadnym meczu. W 1952 wygrał z Brazylią Mistrzostwa Panamerykańskie, a w 1953 grał na Copa América 1953, gdzie Brazylia zajęła drugie miejsce. W 1954 ponownie pojechał z reprezentacją na mistrzostwa świata, na których wystąpił w meczach grupowych z Jugosławią i Meksykiem. Ostatni raz w barwach canarinhos wystąpił 20 września 1955 w meczu z reprezentacją Chile. Ogółem w reprezentacji wystąpił w 18 meczach i strzelił 5 bramek.